# 袋劍虎
袋劍虎（学名：Thylacosmilus atrox）是拥有劍齒的肉食有袋類，生存於晚中新世至上新世，屬袋犬目袋剑虎科，是袋劍虎屬的唯一已知物種。牠們的遺骸在南美洲發現，主要都是在阿根廷卡塔馬卡省、恩特雷里奧斯省與拉潘帕省。牠並非斯劍虎的近親，只是因趨同演化的關係而有類似的外形。

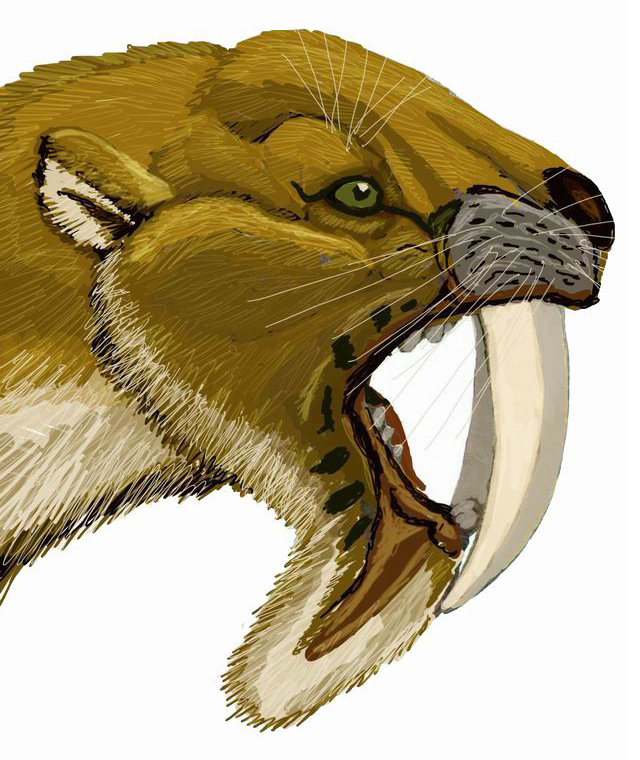
袋劍虎的模擬圖。

## 描述

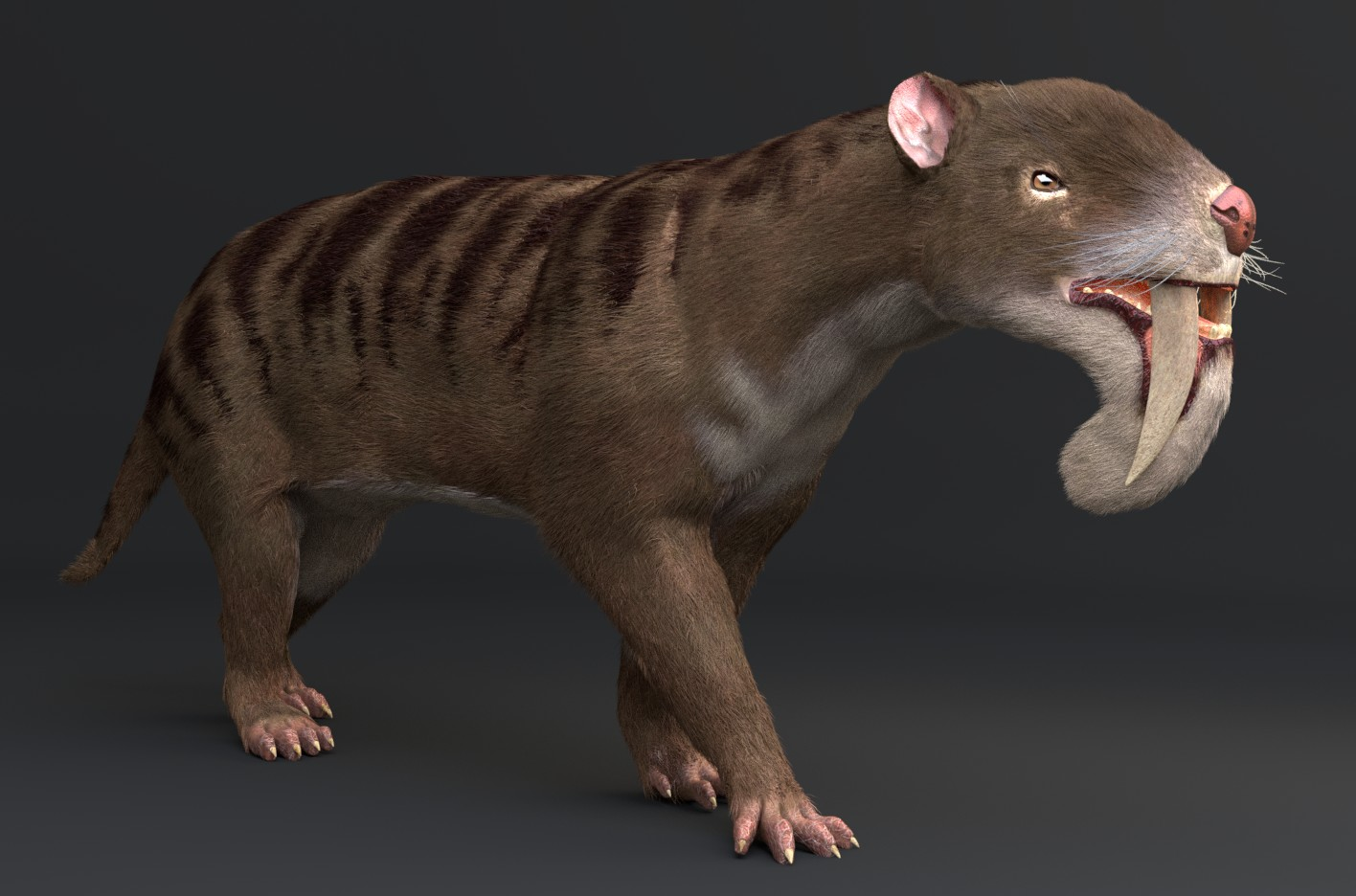
袋劍虎復原圖

袋劍虎具有一對如軍刀的上犬齒，在一生中會不停生長，牙根的位置位於眼窩上方。劍齒的特化進而影響了袋劍虎門齒的退化，不過其他劍齒虎如斯劍虎與巴博劍齒虎依然保有完整的門牙齒式。牠的下顎亦有一對突出的邊，平時可以保護其劍齒。
雖然袋劍虎身體部份的化石並不完整，但足以發現許多與其他劍齒虎類似或相同的特徵。袋劍虎的頸椎十分粗壯，類似劍齒虎亞科。前肢肱骨與股骨十分粗壯，肱骨有發達的胸肌與三角肌附著，可用來捕捉獵物並吸收獵物造成的碰撞。 後腳肱骨也很粗壯，短脛骨與蹠行足顯示袋劍虎並不擅長奔跑，可能採伏擊策略。和巴博劍齒虎科與獵貓科不一樣的是，袋劍虎的爪子並無法收縮。

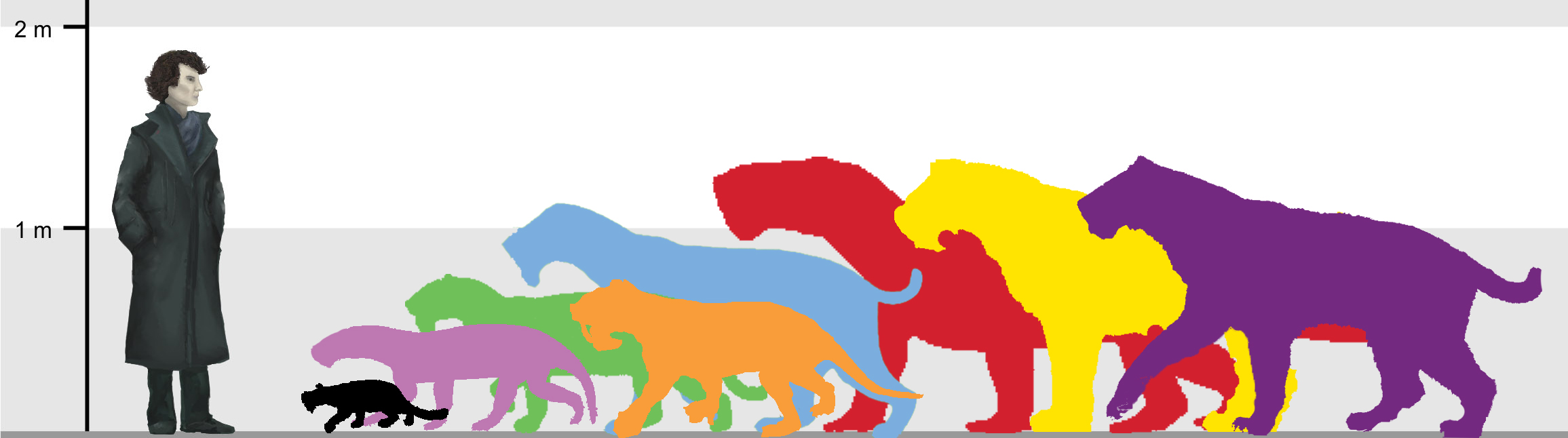
袋劍虎（橘色）與其他掠食者和人類的體型比較

## 滅絕

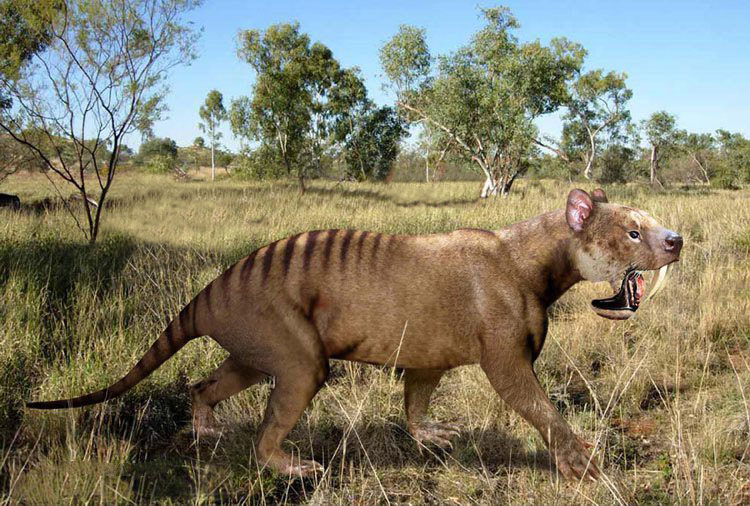
袋劍虎復原圖

一些較早的文獻會寫道：袋劍虎的滅絕是在南北美洲生物大遷徙贏不過更為強勢的斯劍虎而絕種。然而更新的研究顯示，袋劍虎大約於上新世（3.6–2.58 百萬年前）就已滅絕，而斯劍虎最早則是在中更新世（781,000-126,000 年前）才抵達南美洲。因此兩種袋劍虎與斯劍虎的消長之間其實存在 150 萬年的空窗期。

## 外部連結
- Thylacosmilus (marsupial sabre-tooth)
- Art by Maximo Salas （页面存档备份，存于）
- Skull of Thylacosmilus（页面存档备份，存于）
- Comparison of Thylacosmilus (upper) and Smilodon (below)（页面存档备份，存于）